# Kostel Saint-Christophe-de-Javel
Kostel Saint-Christophe-de-Javel (tj. svatého Kryštova z Javel) je katolický farní kostel v 15. obvodu v Paříži, v ulici Rue Saint-Christophe. Kostel je zasvěcený svatému Kryštofovi a pojmenován po bývalé obci a dnešní čtvrti Javel.

## Historie
Na místě kostela stávala původně dřevěná kaple postavená roku 1864 a zbořená v roce 1920. V roce 1926 začala výstavba současného kostela. Kostel byl vysvěcen 27. prosince 1933.
Stavba je od roku 1975 chráněná jako historická památka.

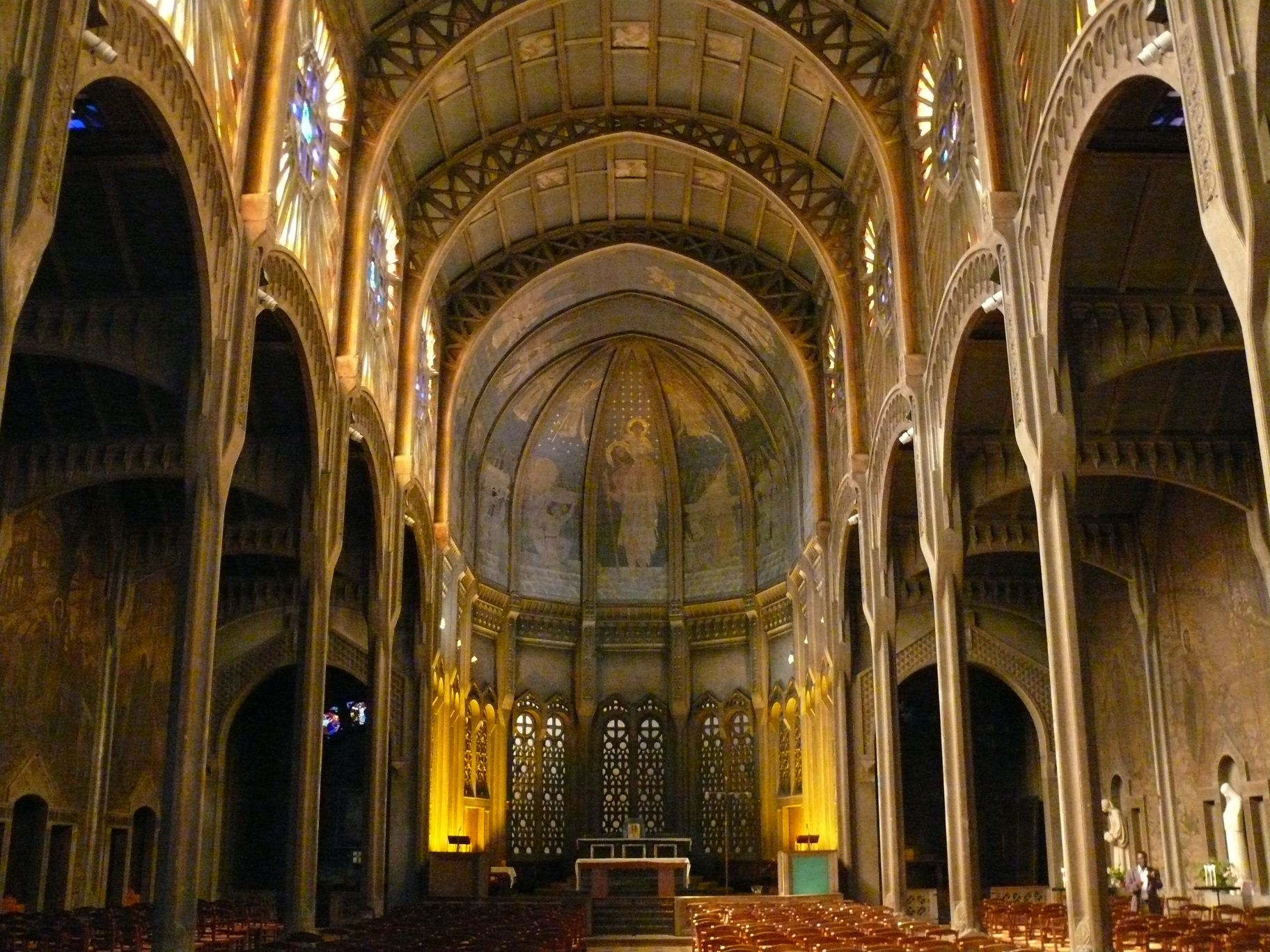
Loď kostela

## Architektura
Autorem kostela je francouzský architekt Charles-Henri Besnard (1881–1946), který při stavbě konstrukce stavby použil prefabrikované železobetonové panely, což bylo první použití těchto stavebních prvků při stavbě kostela. Fronton nad portálem kostela je z betonu a cihel a doplněný betonovou sochou sv. Kryštofa (autor Pierre Vigoureux).
Nástěnné malby vytvořil Henri-Marcel Magne (1877–1944). Na klenbě jsou znázorněny moderní dopravní prostředky jako vlak, parník, balon, letadlo nebo automobil, inspirované nedalekou automobilkou Citroën. Dvanáct obrazů, které namaloval Jac Martin-Ferrières, znázorňují jeho činnost. V kostele jsou vitráže, které vytvořili Jacques Grüber (1870–1936) a Max a Jean Braemerovi.